# Agente antiespuma

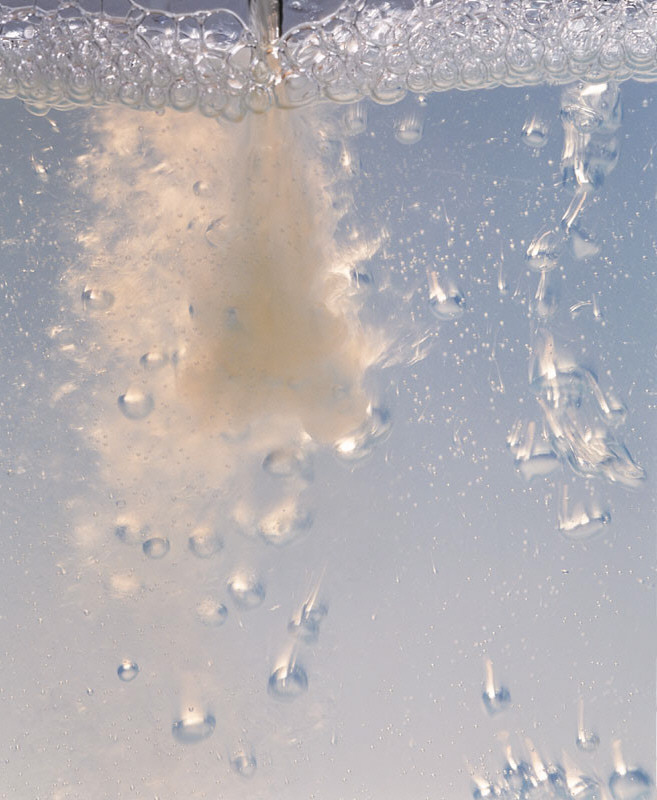
Dosagem de antiespumante

Um agente antiespuma, ou simplesmente antiespumante, é um aditivo alimentar que intenciona inibir a efusão e a efervescência durante o preparo e consumo de um alimento. Os agentes antiespuma estão incluídos em uma grande variedade de alimentos como os refrigerantes e empanados — na forma de polidimetilsiloxano (uma espécie de silicone), para evitar a produção demasiada de bolhas durante a fritura. São também utilizados na medicina para aliviar desconfortos abdominais causados por gases, pois fazem com que bolhas pequenas se unam a bolhas maiores, liberando o gás mais facilmente. Também há aplicações industriais que utilizam de inibidores de corrosão a polímeros funcionais e aditivos para diversos sistemas e processos.